# Abel Aguilar Elizalde
Abel Adolfo Aguilar Elizalde (Orizaba; 5 de agosto de 1929) es un exárbitro de fútbol mexicano. Fue el primer árbitro mexicano en arbitrar un partido de la Copa del Mundo.

## Trayectoria
Fue árbitro de la FIFA en 1968-1971 y se retiró en 1979. Arbitró un partido de la fase de grupos en el Mundial de 1970 disputado entre Alemania-Perú (3:1), dos partidos de la eliminatoria para el Mundial de 1970 (zona Concacaf).
Atribuyó 2 partidos amistosos internacionales en 1969 y 1970, de los cuales fueron México contra la Unión Soviética e Italia en su propio país. Fue premiado por ser el primer árbitro mexicano que pitó un partido mundialista.